# Procordulia sambawana
Procordulia sambawana là loài chuồn chuồn trong họ Corduliidae. Loài này được Förster mô tả khoa học đầu tiên năm 1899.